# Rythmes
Rythmes est une peinture de Robert Delaunay réalisée en 1934 et conservée au musée national d'Art moderne du centre Georges-Pompidou, à Paris.